# Formule 1 in 1999

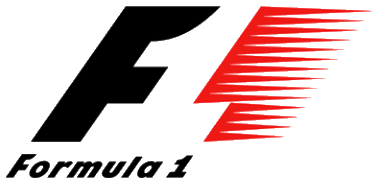
Formule 1 logo

Het Formule 1-seizoen 1999 was het 50ste FIA Formula One World Championship seizoen. Het begon op 7 maart en eindigde op 1 november na zestien races.
Mika Häkkinen won zijn tweede wereldtitel, na een duel met Eddie Irvine.
Michael Schumacher die tijdens de Grand Prix van Groot-Brittannië zijn been brak bij een zwaar ongeluk werd vervangen door Mika Salo bij Ferrari.
BAR kwam voor het eerst aan de start.
Alle teams reden dit jaar met banden geleverd door Bridgestone na het afhaken van Goodyear.

## Kalender

Landen die in 1999 een Grand Prix organiseerden zijn getoond in het groen, voormalige organiserende landen zijn getoond in het donkergrijs.

| GP nr. | Ronde | Grand Prix              | Circuit                        | Plaats                    | Datum        |
| ------ | ----- | ----------------------- | ------------------------------ | ------------------------- | ------------ |
| 631    | 1     | GP van Australië        | Albert Park Street Circuit     | Melbourne                 | 7 maart      |
| 632    | 2     | GP van Brazilië         | Autódromo José Carlos Pace     | São Paulo                 | 11 april     |
| 633    | 3     | GP van San Marino       | Autodromo Enzo e Dino Ferrari  | Imola                     | 2 mei        |
| 634    | 4     | GP van Monaco           | Circuit de Monaco              | Monte Carlo               | 16 mei       |
| 635    | 5     | GP van Spanje           | Circuit de Barcelona-Catalunya | Montmeló                  | 30 mei       |
| 636    | 6     | GP van Canada           | Circuit Gilles Villeneuve      | Montreal (Quebec)         | 13 juni      |
| 637    | 7     | GP van Frankrijk        | Circuit de Nevers Magny-Cours  | Magny-Cours               | 27 juni      |
| 638    | 8     | GP van Groot-Brittannië | Silverstone Circuit            | Silverstone               | 11 juli      |
| 639    | 9     | GP van Oostenrijk       | A1 Ring                        | Spielberg bei Knittelfeld | 25 juli      |
| 640    | 10    | GP van Duitsland        | Hockenheimring                 | Hockenheim                | 1 augustus   |
| 641    | 11    | GP van Hongarije        | Hungaroring                    | Mogyoród                  | 15 augustus  |
| 642    | 12    | GP van België           | Circuit de Spa-Francorchamps   | Stavelot                  | 29 augustus  |
| 643    | 13    | GP van Italië           | Autodromo Nazionale Monza      | Monza                     | 12 september |
| 644    | 14    | GP van Europa           | Nürburgring GP-Strecke         | Nürburg                   | 26 september |
| 645    | 15    | GP van Maleisië         | Sepang International Circuit   | Sepang                    | 17 oktober   |
| 646    | 16    | GP van Japan            | Circuit Suzuka                 | Suzuka                    | 31 oktober   |

### Kalenderwijzigingen in 1999
- De Grand Prix van Europa keerde na één jaar afwezigeheid terug op de kalender.
- De Grand Prix van Maleisië stond voor het eerst op de kalender.

### Afgelast
De Grand Prix van China zou in 1999 voor het eerst op de kalender staan, maar werd afgelast vanwege problemen bij de organisatie. De race werd van de kalender gehaald op 20 december 1998, mede door het nieuws dat vrachtvliegtuigen niet snel genoeg gelost konden worden op de lokale luchthaven. De Grand Prix van China verscheen uiteindelijk voor het eerst op de Formule 1-kalender in 2004, gehouden op het Shanghai International Circuit.

De Grand Prix van Argentinië, die de race in China had moeten vervangen, werd vervolgens ook afgelast door financiële problemen en er kon geen overeenstemming worden bereikt met commerciële partijen. Met het afgelasten van de race ontstond er een gat van vijf weken tussen de eerste en tweede race van het seizoen.
| Ronde | Grand Prix        | Circuit                        | Plaats       | Originele datum |
| ----- | ----------------- | ------------------------------ | ------------ | --------------- |
| 2     | GP van China      | Zhuhai International Circuit   | Zhuhai       | 21 maart        |
| 2     | GP van Argentinië | Autódromo Oscar Alfredo Gálvez | Buenos Aires | 28 maart        |

## Ingeschreven teams en coureurs
De volgende teams en coureurs namen deel aan het 'FIA Wereldkampioenschap F1' 1999. Alle teams reden met banden geleverd door Bridgestone.
| Inschrijving                 | Constructeur       | Chassis | Motor                               | Nr. | Coureur               | Ronde      |
| ---------------------------- | ------------------ | ------- | ----------------------------------- | --- | --------------------- | ---------- |
| West McLaren Mercedes        | McLaren-Mercedes   | MP4/14  | Mercedes FO110H                     | 1   | Mika Häkkinen         | Alle       |
| West McLaren Mercedes        | McLaren-Mercedes   | MP4/14  | Mercedes FO110H                     | 2   | David Coulthard       | Alle       |
| Scuderia Ferrari Marlboro    | Ferrari            | F399    | Ferrari 048                         | 3   | Michael Schumacher    | 1–8, 15–16 |
| Scuderia Ferrari Marlboro    | Ferrari            | F399    | Ferrari 048                         | 3   | Mika Salo             | 9–14       |
| Scuderia Ferrari Marlboro    | Ferrari            | F399    | Ferrari 048                         | 4   | Eddie Irvine          | Alle       |
| Winfield Williams            | Williams-Supertec  | FW21    | Supertec FB01                       | 5   | Alessandro Zanardi    | Alle       |
| Winfield Williams            | Williams-Supertec  | FW21    | Supertec FB01                       | 6   | Ralf Schumacher       | Alle       |
| Benson & Hedges Jordan       | Jordan-Mugen-Honda | 199     | Mugen-Honda MF-301 HD               | 7   | Damon Hill            | Alle       |
| Benson & Hedges Jordan       | Jordan-Mugen-Honda | 199     | Mugen-Honda MF-301 HD               | 8   | Heinz-Harald Frentzen | Alle       |
| Mild Seven Benetton Playlife | Benetton-Playlife  | B199    | Playlife FB01                       | 9   | Giancarlo Fisichella  | Alle       |
| Mild Seven Benetton Playlife | Benetton-Playlife  | B199    | Playlife FB01                       | 10  | Alexander Wurz        | Alle       |
| Red Bull Sauber Petronas     | Sauber-Petronas    | C18     | Petronas SPE-03A                    | 11  | Jean Alesi            | Alle       |
| Red Bull Sauber Petronas     | Sauber-Petronas    | C18     | Petronas SPE-03A                    | 12  | Pedro Diniz           | Alle       |
| Repsol Arrows F1 Team        | Arrows             | A20     | Arrows T2-F1                        | 14  | Pedro de la Rosa      | Alle       |
| Repsol Arrows F1 Team        | Arrows             | A20     | Arrows T2-F1                        | 15  | Toranosuke Takagi     | Alle       |
| HSBC Stewart Ford            | Stewart-Ford       | SF3     | Ford CR-1                           | 16  | Rubens Barrichello    | Alle       |
| HSBC Stewart Ford            | Stewart-Ford       | SF3     | Ford CR-1                           | 17  | Johnny Herbert        | Alle       |
| Gauloises Prost Peugeot      | Prost-Peugeot      | AP02    | Peugeot A18                         | 18  | Olivier Panis         | Alle       |
| Gauloises Prost Peugeot      | Prost-Peugeot      | AP02    | Peugeot A18                         | 19  | Jarno Trulli          | Alle       |
| Fondmetal Minardi Team       | Minardi-Ford       | M01     | Ford VJM1 Zetec-R Ford VJM2 Zetec-R | 20  | Luca Badoer           | 1, 3–16    |
| Fondmetal Minardi Team       | Minardi-Ford       | M01     | Ford VJM1 Zetec-R Ford VJM2 Zetec-R | 20  | Stéphane Sarrazin     | 2          |
| Fondmetal Minardi Team       | Minardi-Ford       | M01     | Ford VJM1 Zetec-R Ford VJM2 Zetec-R | 21  | Marc Gené             | Alle       |
| British American Racing      | BAR-Supertec       | 01      | Supertec FB01                       | 22  | Jacques Villeneuve    | Alle       |
| British American Racing      | BAR-Supertec       | 01      | Supertec FB01                       | 23  | Ricardo Zonta         | 1–2, 6–16  |
| British American Racing      | BAR-Supertec       | 01      | Supertec FB01                       | 23  | Mika Salo             | 3–5        |

## Resultaten en klassement

### Grands Prix
| Ronde | Grand Prix              | Poleposition          | Snelste ronde      | Winnende coureur      | Winnende constructeur | Verslag |
| ----- | ----------------------- | --------------------- | ------------------ | --------------------- | --------------------- | ------- |
| 1     | GP van Australië        | Mika Häkkinen         | Michael Schumacher | Eddie Irvine          | Ferrari               | Verslag |
| 2     | GP van Brazilië         | Mika Häkkinen         | Mika Häkkinen      | Mika Häkkinen         | McLaren-Mercedes      | Verslag |
| 3     | GP van San Marino       | Mika Häkkinen         | Michael Schumacher | Michael Schumacher    | Ferrari               | Verslag |
| 4     | GP van Monaco           | Mika Häkkinen         | Mika Häkkinen      | Michael Schumacher    | Ferrari               | Verslag |
| 5     | GP van Spanje           | Mika Häkkinen         | Michael Schumacher | Mika Häkkinen         | McLaren-Mercedes      | Verslag |
| 6     | GP van Canada           | Michael Schumacher    | Eddie Irvine       | Mika Häkkinen         | McLaren-Mercedes      | Verslag |
| 7     | GP van Frankrijk        | Rubens Barrichello    | David Coulthard    | Heinz-Harald Frentzen | Jordan-Mugen-Honda    | Verslag |
| 8     | GP van Groot-Brittannië | Mika Häkkinen         | Mika Häkkinen      | David Coulthard       | McLaren-Mercedes      | Verslag |
| 9     | GP van Oostenrijk       | Mika Häkkinen         | Mika Häkkinen      | Eddie Irvine          | Ferrari               | Verslag |
| 10    | GP van Duitsland        | Mika Häkkinen         | David Coulthard    | Eddie Irvine          | Ferrari               | Verslag |
| 11    | GP van Hongarije        | Mika Häkkinen         | David Coulthard    | Mika Häkkinen         | McLaren-Mercedes      | Verslag |
| 12    | GP van België           | Mika Häkkinen         | Mika Häkkinen      | David Coulthard       | McLaren-Mercedes      | Verslag |
| 13    | GP van Italië           | Mika Häkkinen         | Ralf Schumacher    | Heinz-Harald Frentzen | Jordan-Mugen-Honda    | Verslag |
| 14    | GP van Europa           | Heinz-Harald Frentzen | Mika Häkkinen      | Johnny Herbert        | Stewart-Ford          | Verslag |
| 15    | GP van Maleisië         | Michael Schumacher    | Michael Schumacher | Eddie Irvine          | Ferrari               | Verslag |
| 16    | GP van Japan            | Michael Schumacher    | Michael Schumacher | Mika Häkkinen         | McLaren-Mercedes      | Verslag |

### Puntentelling
Punten worden toegekend aan de top zes geklasseerde coureurs.
| Positie | 01e0 | 02e0 | 03e0 | 04e0 | 05e0 | 06e0 |
| Punten  | 10   | 6    | 4    | 3    | 2    | 1    |

### Klassement bij de coureurs
| Pos. | Nr.            | Coureur               | Grands Prix | Grands Prix | Grands Prix | Grands Prix | Grands Prix | Grands Prix | Grands Prix | Grands Prix | Grands Prix | Grands Prix | Grands Prix | Grands Prix | Grands Prix | Grands Prix | Grands Prix | Grands Prix | Punten |
| Pos. | Nr.            | Coureur               | AUS         | BRA         | SMR         | MON         | SPA         | CAN         | FRA         | GBR         | OOS         | DUI         | HON         | BEL         | ITA         | EUR         | MAL         | JPN         | Punten |
| ---- | -------------- | --------------------- | ----------- | ----------- | ----------- | ----------- | ----------- | ----------- | ----------- | ----------- | ----------- | ----------- | ----------- | ----------- | ----------- | ----------- | ----------- | ----------- | ------ |
| 1    | 1              | Mika Häkkinen         | DNFP        | 1PS0        | DNFP        | 3PS0        | 1P          | 1           | 2           | DNFPS0      | 3PS0        | DNFP        | 1P          | 2PS0        | DNFP        | 5S          | 3           | 1           | 76     |
| 2    | 4              | Eddie Irvine          | 1           | 5           | DNF         | 2           | 4           | 3S          | 6           | 2           | 1           | 1           | 3           | 4           | 6           | 7           | 1           | 3           | 74     |
| 3    | 8              | Heinz-Harald Frentzen | 2           | 3†          | DNF         | 4           | DNF         | 11†         | 1           | 4           | 4           | 3           | 4           | 3           | 1           | DNFP        | 6           | 4           | 54     |
| 4    | 2              | David Coulthard       | DNF         | DNF         | 2           | DNF         | 2           | 7           | DNFS        | 1           | 2           | 5S          | 2S          | 1           | 5           | DNF         | DNF         | DNF         | 48     |
| 5    | 3              | Michael Schumacher    | 8S          | 2           | 1S          | 1           | 3S          | DNFP        | 5           | DNS         |             |             |             |             |             |             | 2PS0        | 2PS0        | 44     |
| 6    | 6              | Ralf Schumacher       | 3           | 4           | DNF         | DNF         | 5           | 4           | 4           | 3           | DNF         | 4           | 9           | 5           | 2S          | 4           | DNF         | 5           | 35     |
| 7    | 16             | Rubens Barrichello    | 5           | DNF         | 3           | 9†          | DSQ         | DNF         | 3P          | 8           | DNF         | DNF         | 5           | 10          | 4           | 3           | 5           | 8           | 21     |
| 8    | 17             | Johnny Herbert        | DNS         | DNF         | 10†         | DNF         | DNF         | 5           | DNF         | 12          | 14          | 11†         | 11          | DNF         | DNF         | 1           | 4           | 7           | 15     |
| 9    | 9              | Giancarlo Fisichella  | 4           | DNF         | 5           | 5           | 9           | 2           | DNF         | 7           | 12†         | DNF         | DNF         | 11          | DNF         | DNF         | 11          | 14†         | 13     |
| 10   | 23 (3x) 3 (6x) | Mika Salo             |             |             | 7†          | DNF         | 8           |             |             |             | 9           | 2           | 12          | 7           | 3           | DNF         |             |             | 10     |
| 11   | 19             | Jarno Trulli          | DNF         | DNF         | DNF         | 7           | 6           | DNF         | 7           | 9           | 7           | DNF         | 8           | 12          | DNF         | 2           | DNS         | DNF         | 7      |
| 12   | 7              | Damon Hill            | DNF         | DNF         | 4           | DNF         | 7           | DNF         | DNF         | 5           | 8           | DNF         | 6           | 6           | 10          | DNF         | DNF         | DNF         | 7      |
| 13   | 10             | Alexander Wurz        | DNF         | 7           | DNF         | 6           | 10          | DNF         | DNF         | 10          | 5           | 7           | 7           | 14          | DNF         | DNF         | 8           | 10          | 3      |
| 14   | 12             | Pedro Diniz           | DNF         | DNF         | DNF         | DNF         | DNF         | 6           | DNF         | 6           | 6           | DNF         | DNF         | DNF         | DNF         | DNF         | DNF         | 11          | 3      |
| 15   | 11             | Jean Alesi            | DNF         | DNF         | 6           | DNF         | DNF         | DNF         | DNF         | 14          | DNF         | 8           | 16†         | 9           | 9           | DNF         | 7           | 6           | 2      |
| 16   | 18             | Olivier Panis         | DNF         | 6           | DNF         | DNF         | DNF         | 9           | 8           | 13          | 10          | 6           | 10          | 13          | 11†         | 9           | DNF         | DNF         | 2      |
| 17   | 21             | Marc Gené             | DNF         | 9           | 9           | DNF         | DNF         | 8           | DNF         | 15          | 11          | 9           | 17          | 16          | DNF         | 6           | 9           | DNF         | 1      |
| 18   | 14             | Pedro de la Rosa      | 6           | DNF         | DNF         | DNF         | 11          | DNF         | 11          | DNF         | DNF         | DNF         | 15          | DNF         | DNF         | DNF         | DNF         | 13          | 1      |
| 19   | 5              | Alessandro Zanardi    | DNF         | DNF         | 11†         | 8           | DNF         | DNF         | DNF         | 11          | DNF         | DNF         | DNF         | 8           | 7           | DNF         | 10          | DNF         | 0      |
| 20   | 15             | Toranosuke Takagi     | 7           | 8           | DNF         | DNF         | 12          | DNF         | DSQ         | 16          | DNF         | DNF         | DNF         | DNF         | DNF         | DNF         | DNF         | DNF         | 0      |
| 21   | 22             | Jacques Villeneuve    | DNF         | DNF         | DNF         | DNF         | DNF         | DNF         | DNF         | DNF         | DNF         | DNF         | DNF         | 15          | 8           | 10†         | DNF         | 9           | 0      |
| 22   | 23             | Ricardo Zonta         | DNF         | DNQ         |             |             |             | DNF         | 9           | DNF         | 15†         | DNF         | 13          | DNF         | DNF         | 8           | DNF         | 12          | 0      |
| 23   | 20             | Luca Badoer           | DNF         |             | 8           | DNF         | DNF         | 10          | 10          | DNF         | 13          | 10          | 14          | DNF         | DNF         | DNF         | DNF         | DNF         | 0      |
| −    | 20             | Stéphane Sarrazin     |             | DNF         |             |             |             |             |             |             |             |             |             |             |             |             |             |             | 0      |
| Pos. | Nr.            | Coureur               | AUS         | BRA         | SMR         | MON         | SPA         | CAN         | FRA         | GBR         | OOS         | DUI         | HON         | BEL         | ITA         | EUR         | MAL         | JPN         | Punten |
| Pos. | Nr.            | Coureur               | Grands Prix |             |             |             |             |             |             |             |             |             |             |             |             |             |             |             | Punten |

| Resultaat                       |
| ------------------------------- |
| Winnaar                         |
| Tweede plaats                   |
| Derde plaats                    |
| Gefinisht (punten behaald)      |
| Gefinisht (geen punten behaald) |
| Niet geklasseerd (NC)           |
| Uitgevallen (DNF)               |
| Niet gekwalificeerd (DNQ)       |
| Gediskwalificeerd (DSQ)         |
| Niet gestart (DNS)              |
| Gewond (INJ)                    |
| Uitgesloten (EX)                |
| Teruggetrokken (WD)             |
| Niet deelgenomen (blanco cel)   |
| P Pole position                 |
| S Snelste ronde                 |

† — Coureur is niet gefinisht in de GP, maar heeft wel 90% van de race-afstand afgelegd, waardoor hij als geklasseerd genoteerd staat.

### Klassement bij de constructeurs
| Pos. | Constructeur       | Nr. | AUS  | BRA  | SMR  | MON  | SPA | CAN  | FRA  | GBR    | OOS  | DUI  | HON | BEL  | ITA  | EUR  | MAL  | JPN  | Punten |
| ---- | ------------------ | --- | ---- | ---- | ---- | ---- | --- | ---- | ---- | ------ | ---- | ---- | --- | ---- | ---- | ---- | ---- | ---- | ------ |
| 1    | Ferrari            | 3   | 8S   | 2    | 1S   | 1    | 3S  | DNFP | 5    | DNS    | 9    | 2    | 12  | 7    | 3    | DNF  | 2PS0 | 2PS0 | 128    |
| 1    | Ferrari            | 4   | 1    | 5    | DNF  | 2    | 4   | 3S   | 6    | 2      | 1    | 1    | 3   | 4    | 6    | 7    | 1    | 3    | 128    |
| 2    | McLaren-Mercedes   | 1   | DNFP | 1PS0 | DNFP | 3PS0 | 1P  | 1    | 2    | DNFPS0 | 3PS0 | DNFP | 1P  | 2PS0 | DNFP | 5S   | 3    | 1    | 124    |
| 2    | McLaren-Mercedes   | 2   | DNF  | DNF  | 2    | DNF  | 2   | 7    | DNFS | 1      | 2    | 5S   | 2S  | 1    | 5    | DNF  | DNF  | DNF  | 124    |
| 3    | Jordan-Mugen-Honda | 7   | DNF  | DNF  | 4    | DNF  | 7   | DNF  | DNF  | 5      | 8    | DNF  | 6   | 6    | 10   | DNF  | DNF  | DNF  | 61     |
| 3    | Jordan-Mugen-Honda | 8   | 2    | 3†   | DNF  | 4    | DNF | 11†  | 1    | 4      | 4    | 3    | 4   | 3    | 1    | DNFP | 6    | 4    | 61     |
| 4    | Stewart-Ford       | 16  | 5    | DNF  | 3    | 9†   | DSQ | DNF  | 3P   | 8      | DNF  | DNF  | 5   | 10   | 4    | 3    | 5    | 8    | 36     |
| 4    | Stewart-Ford       | 17  | DNS  | DNF  | 10†  | DNF  | DNF | 5    | DNF  | 12     | 14   | 11†  | 11  | DNF  | DNF  | 1    | 4    | 7    | 36     |
| 5    | Williams-Supertec  | 5   | DNF  | DNF  | 11†  | 8    | DNF | DNF  | DNF  | 11     | DNF  | DNF  | DNF | 8    | 7    | DNF  | 10   | DNF  | 35     |
| 5    | Williams-Supertec  | 6   | 3    | 4    | DNF  | DNF  | 5   | 4    | 4    | 3      | DNF  | 4    | 9   | 5    | 2S   | 4    | DNF  | 5    | 35     |
| 6    | Benetton-Playlife  | 9   | 4    | DNF  | 5    | 5    | 9   | 2    | DNF  | 7      | 12†  | DNF  | DNF | 11   | DNF  | DNF  | 11   | 14†  | 16     |
| 6    | Benetton-Playlife  | 10  | DNF  | 7    | DNF  | 6    | 10  | DNF  | DNF  | 10     | 5    | 7    | 7   | 14   | DNF  | DNF  | 8    | 10   | 16     |
| 7    | Prost-Peugeot      | 18  | DNF  | 6    | DNF  | DNF  | DNF | 9    | 8    | 13     | 10   | 6    | 10  | 13   | 11†  | 9    | DNF  | DNF  | 9      |
| 7    | Prost-Peugeot      | 19  | DNF  | DNF  | DNF  | 7    | 6   | DNF  | 7    | 9      | 7    | DNF  | 8   | 12   | DNF  | 2    | DNS  | DNF  | 9      |
| 8    | Sauber-Petronas    | 11  | DNF  | DNF  | 6    | DNF  | DNF | DNF  | DNF  | 14     | DNF  | 8    | 16† | 9    | 9    | DNF  | 7    | 6    | 5      |
| 8    | Sauber-Petronas    | 12  | DNF  | DNF  | DNF  | DNF  | DNF | 6    | DNF  | 6      | 6    | DNF  | DNF | DNF  | DNF  | DNF  | DNF  | 11   | 5      |
| 9    | Arrows             | 14  | 6    | DNF  | DNF  | DNF  | 11  | DNF  | 11   | DNF    | DNF  | DNF  | 15  | DNF  | DNF  | DNF  | DNF  | 13   | 1      |
| 9    | Arrows             | 15  | 7    | 8    | DNF  | DNF  | 12  | DNF  | DSQ  | 16     | DNF  | DNF  | DNF | DNF  | DNF  | DNF  | DNF  | DNF  | 1      |
| 10   | Minardi-Ford       | 20  | DNF  | DNF  | 8    | DNF  | DNF | 10   | 10   | DNF    | 13   | 10   | 14  | DNF  | DNF  | DNF  | DNF  | DNF  | 1      |
| 10   | Minardi-Ford       | 21  | DNF  | 9    | 9    | DNF  | DNF | 8    | DNF  | 15     | 11   | 9    | 17  | 16   | DNF  | 6    | 9    | DNF  | 1      |
| 11   | BAR-Supertec       | 22  | DNF  | DNF  | DNF  | DNF  | DNF | DNF  | DNF  | DNF    | DNF  | DNF  | DNF | 15   | 8    | 10†  | DNF  | 9    | 0      |
| 11   | BAR-Supertec       | 23  | DNF  | DNQ  | 7†   | DNF  | 8   | DNF  | 9    | DNF    | 15†  | DNF  | 13  | DNF  | DNF  | 8    | DNF  | 12   | 0      |
| Pos. | Constructeur       | Nr. | AUS  | BRA  | SMR  | MON  | SPA | CAN  | FRA  | GBR    | OOS  | DUI  | HON | BEL  | ITA  | EUR  | MAL  | JPN  | Punten |

| Resultaat                       |
| ------------------------------- |
| Winnaar                         |
| Tweede plaats                   |
| Derde plaats                    |
| Gefinisht (punten behaald)      |
| Gefinisht (geen punten behaald) |
| Niet geklasseerd (NC)           |
| Uitgevallen (DNF)               |
| Niet gekwalificeerd (DNQ)       |
| Gediskwalificeerd (DSQ)         |
| Niet gestart (DNS)              |
| Gewond (INJ)                    |
| Uitgesloten (EX)                |
| Teruggetrokken (WD)             |
| Niet deelgenomen (blanco cel)   |
| P Pole position                 |
| S Snelste ronde                 |

† — Coureur is niet gefinisht in de GP, maar heeft wel 90% van de race-afstand afgelegd, waardoor hij als geklasseerd genoteerd staat.
1950 · 1951 · 1952 · 1953 · 1954 · 1955 · 1956 · 1957 · 1958 · 1959 · 1960 · 1961 · 1962 · 1963 · 1964 · 1965 · 1966 · 1967 · 1968 · 1969 · 1970 · 1971 · 1972 · 1973 · 1974 · 1975 · 1976 · 1977 · 1978 · 1979 · 1980 · 1981 · 1982 · 1983 · 1984 · 1985 · 1986 · 1987 · 1988 · 1989 · 1990 · 1991 · 1992 · 1993 · 1994 · 1995 · 1996 · 1997 · 1998 · 1999 · 2000 · 2001 · 2002 · 2003 · 2004 · 2005 · 2006 · 2007 · 2008 · 2009 · 2010 · 2011 · 2012 · 2013 · 2014 · 2015 · 2016 · 2017 · 2018 · 2019 · 2020 · 2021 · 2022 · 2023 · 2024 · 2025 · 2026 
 Lijst van Formule 1 Grand Prix-wedstrijden